# 邱嘉雄
邱嘉雄（1936年—2014年1月21日），生於台灣嘉義，企業家，為贊泰建設創辦人與董事長。

## 生平
邱嘉雄原為舉重選手，進入國家隊，1960年曾參與羅馬奧林匹克運動會。在台中受訓時，認識國泰蔡家蔡萬春長女蔡貴照，當時蔡貴照仍在就讀高中。
2014年過世，享壽77歲。

## 家庭
其妻蔡貴照，蔡萬春長女。兩人生下二子二女。

## 婚外情
邱嘉雄與前藝人林月雲有婚外情關係，關係維持30年。

## 出席婚禮
林月雲之女侯佩岑與邱嘉雄關係良好，侯佩岑在2011年結婚時，由邱嘉雄擔任女方家長。